# Ариарамна
Ариарамна — персидский царь, правивший в Парсе с 640 по 590 год до н. э. Прадед Дария I Великого.
Древнеперсидское имя *Aryārāman происходит от aryā «арии/арийцы» и rāman- «радость, мир» и означает «тот, кто приносит мир ариям (то есть индоиранцам)». 

## Биография
Имя Ариарамны известно, в первую очередь из Бехистунской надписи, начертанной на скале по приказу Дария I. Согласно этой надписи Ариарамна являлся прадедом Дария. Сам Дарий перечислят своих предков следующим образом: «Мой отец — Виштаспа (Гистасп), отец Виштаспы — Аршама (Арсама), отец Аршамы — Ариарамна, отец Ариарамны — Чишпиш (Теисп), отец Чишпиша — Хаксаманиш (Ахемен)». В свою очередь, Кир Великий заявляет в своем манифесте, что он «сын Камбиса, царя великого, царя города Аншан, внук Кира, царя великого, царя города Аншан, потомок Теиспа, царя великого, царя города Аншан». Из этих генеалогий видно, что родословная персидских царей идёт по двум направлениям и пересекается на Теиспе, который таким образом является предком, как Кира Великого, так и Дария I. На основании этого учёные высказали следующее предположение, что после смерти Теиспа персы разделили своё царство между двумя его сыновьями — Ариарамна стал править в Парсе (Персии), а Кир I в Аншане. Эта интерпретация текстовых данных получила сильную поддержку со стороны древнеперсидской надписи, выгравированной в десять строк на золотой пластине, которую как сообщалось, нашли в Хамадане (древние Экбатаны). Текст может быть переведен следующим образом: 

«Ариарамна, Великий Царь, Царь царей, царь в Парсе (Персии), сын царя Теиспа, внук Ахемена. Говорит царь Ариарамна: Эта страна Парса, которой я владею, в которой есть хорошие лошади, хорошие люди, мне даровал (её) Великий Бог Ахурамазда. По воле Ахурамазды я царь этой страны. Говорит царь Ариарамна: Да поможет мне Ахурамазда».— Надпись на золотой пластине Хамадана
Однако удивительный титул Ариарамны, в лучшем случае провинциального князя в Персии и вассала мидийского царя, как «Великий царь, царь царей», и тот факт, что короткий текст содержит целых семь грамматических неточностей типа, встречающихся в более поздних древнеперсидских текстах, доказывают недостоверность этого текста. Даже если это не современная подделка, надпись, вероятно, была заказана одним из поздних царей династии Ахеменидов в честь знаменитого предка. 
Кроме того, в настоящее время установлено, что город Аншан находился на месте Тепе-Мальян в Фарсе и что, по крайней мере, с середины  VII века до н. э. термин Аншан был альтернативным названием для Парса; и поскольку Аншаном/Парсом правил Кир I, Ариарамна не мог там править. Следовательно, некоторые утверждают, что разделение царства Теиспа было мифом, а Ариарамна и его сын Аршама вовсе не были царями. Однако, тот факт, что Аншан был альтернативным названием Парсы/Персиды и управлялся Киром I, не опровергает вывода о том, что Ариарамна и его сын Аршама не могли быть мелкими царями где-то в этой большой провинции.
Кроме упоминания имени Ариарамна в Бехистунской надписи и на золотой пластине Хамадана, оно также присутствует в труде Геродота «История». Так в его рассказе Ксеркс I восклицает: «Пусть же я не буду сыном Дария, сына Гистаспа, потомка Арсама, Ариарамна, Теиспа, Кира, Камбиса, Теиспа, Ахемена, если не покараю афинян!»
О жизни Ариарамны ничего не известно. В 20-й год правления Дария Великого (501 год до н. э.) маг по имени Укпиш получил «3 (иртиба [зерна] в качестве) пайков лана (церемонии), 3 (иртиба) — для бога Митры, 3 — для горы Ариарамны, 3 — для реки Ахинхаришда». Возможно, что эта гора Ариарамны была названа в честь прадеда Дария.
| Ахемениды             |                                      |                  |
| Предшественник: Теисп | персидский царь ок. 640—600 до н. э. | Преемник: Аршама |